# Heinz Knoke
Heinz Knoke, född 24 mars 1921 i Hameln, död 18 maj 1993 i Georgsmarienhütte, var officer och jaktpilot i tyska Luftwaffe under andra världskriget.
Knoke var främst aktiv på västfronten, och sköt ner minst 33 fientliga flygplan, varav 19 tunga bombplan från det amerikanska flygvapnet, USAAF.